# Boogie Nights
Boogie Nights – amerykański dramat filmowy z 1997 roku według scenariusza i w reżyserii Paula Thomasa Andersona, w którym główne role zagrali Mark Wahlberg, Burt Reynolds, William H. Macy, Julianne Moore, John C. Reilly i Heather Graham.
Obraz opowiada o karierze młodego aktora pornograficznego z Kalifornii, od jego debiutu pod koniec lat 70. do połowy lat 80. Przedstawia też obraz branży pornograficznej na przełomie epoki filmów kinowych i filmów wideo.

## Obsada
- Eddie „Dirk Diggler” Adams (Mark Wahlberg) – przystojny, ale nierozgarnięty aktor pornograficzny, posiadacz trzynastocalowego penisa[6]. Porzucił szkołę i pracował w barze, gdzie poznał go reżyser Jack Horner i zaproponował mu pracę. W latach 80. uzależnia się od kokainy i metamfetaminy; sfrustrowany problemami z potencją, wdaje się w kłótnie z Hornerem i zostaje zwolniony. Postać Digglera wzorowana jest na Johnie Holmesie[7].
- Jack Horner (Burt Reynolds)[8] – reżyser filmów pornograficznych, wprowadzający Eddiego Adamsa do pornobiznesu. Utrzymuje ojcowskie relacje z większością ludzi, z którymi współpracuje; jego marzenie wyreżyserowania filmu, który przykuwa uwagę nie tylko seksem, ale i fabułą, realizuje kręcąc pierwszy film z Dirkiem Digglerem z cyklu o Brocku Landersie[9].
- Amber Waves (Julianne Moore)[10] – aktorka pornograficzna, występująca stale w filmach Jacka Hornera. Naprawdę nazywa się Maggie i jest rozwódką; prawa do opieki nad synem posiadł jej mąż. Jest uzależniona od kokainy i ma poważne problemy emocjonalne, przez co traci prawo do widywania swojego syna. Zakochuje się w Dirku wkrótce po rozpoczęciu współpracy z nim. Postać Amber wzorowana była między innymi na Julii St. Vincent, dziewczynie Johna Holmesa, a także na Veronice Hart (występuje w epizodycznej roli sędzi w sądzie rodzinnym).
- Rollergirl, spolszcz. Wroteczka (Heather Graham) – aktorka pornograficzna, występująca w filmach Jacka Hornera. Naprawdę nazywa się Brandy. Jej atrybutem są rolki, z którymi się nie rozstaje. Uzależnia się od kokainy, lecz ostatecznie wraca do szkoły, by zdać zaocznie maturę (General Educational Development).
- Reed Rothchild (John C. Reilly) – weteran branży pornograficznej, staje się szybko najlepszym przyjacielem Dirka. Pod koniec lat 70. razem z Dirkiem występuje w serii filmów, następnie uzależnia się od kokainy i zrywa współpracę z Hornerem w tym samym czasie co Dirk. Razem z Dirkiem bezskutecznie próbuje zrobić karierę w przemyśle fonograficznym. Ma aspirację bycia magikiem i pod koniec filmu prezentuje swoje umiejętności.
- Buck Swope (Don Cheadle) – gwiazda porno i pracownik sklepu ze sprzętem stereo. Przez dłuższy czas usiłuje znaleźć swój własny styl, próbuje też założyć samodzielny biznes, co jest utrudnione, ponieważ bank nie chce mu udzielić kredytu (wzgląd na współpracę z pornobiznesem). Wskutek niezwykłego zbiegu okoliczności, w jego posiadanie trafiają zrabowane z cukierni pieniądze, co pozwala mu otworzyć własny sklep ze sprzętem stereo. Ostatecznie odnajduje się w rodzącej się właśnie kulturze hip-hopowej początku lat 80.
- Scotty J. (Philip Seymour Hoffman) – nieśmiały i znerwicowany gej, pracujący w ekipie filmowej Jacka Hornera. Zakochuje się w Dirku i podczas przyjęcia noworocznego usiłuje go nawet pocałować, lecz zostaje odrzucony. Mimo to wspiera Dirka przez cały czas, także wtedy, gdy jego kariera chyli się ku upadkowi.
- Mały Bill (William H. Macy) – spokojny i potulny asystent Jacka Hornera. Żona małego Billa, która jest aktorką porno (gra ją prawdziwa aktorka pornograficzna Nina Hartley), ostentacyjnie go zdradza, uprawiając seks, także publicznie, z różnymi mężczyznami. Na przyjęciu noworocznym 1979/1980 u Jacka Hornera Bill zabija żonę, jej kochanka i popełnia samobójstwo, co stanowi punkt zwrotny w filmie. W jednej z ostatnich scen filmu w apartamencie Jacka Hornera na ścianie widnieje portret Małego Billa.
- Jessie St. Vincent (Melora Walters) – aktorka pornograficzna, debiutuje w branży, gdy Dirk Diggler jest u szczytu sławy. Zakochuje się ze wzajemnością w Bucku Swope. Imię bohaterki jest aluzją do Julii St. Vincent, autorki biografii Johna Holmesa.
- Becky Barnett (Nicole Ari Parker) – czarnoskóra aktorka pornograficzna występująca w filmach Jacka Hornera. W latach 80. wchodzi w szczęśliwy związek z menadżerem Pep Boys poznanym na noworocznym przyjęciu u Jacka.
- Pułkownik James (Robert Ridgely) – weteran branży, bogaty producent filmów Jacka Hornera. Zwykle przebywa w towarzystwie młodych, atrakcyjnych dziewcząt; w latach 80. zostaje aresztowany przez policję i skazany za posiadanie pornografii dziecięcej, co pozbawia Hornera środków na produkcję filmów. Pod koniec filmu pułkownik James ukazany zostaje w więzieniu, brutalnie molestowany przez współwięźnia.
- Floyd Gondolli (Philip Baker Hall) – młody producent pornografii. Po aresztowaniu pułkownika Jamesa finansuje jego filmy, lecz jedynie na rynek wideo. Usiłuje też przekonać Hornera do kręcenia filmów z amatorami zamiast aktorów w celu obniżenia kosztów, ale po nieudanej próbie Jack odmawia.
- Todd Parker (Thomas Jane) – przyjaciel Reeda, striptizer w nocnym klubie Party Boys, dostarcza narkotyki Reedowi i Dirkowi. W jednej z końcowych scen, po nieudanej próbie transakcji z dilerem Rahadem Jacksonem, ginie. Inspiracją dla tej postaci był m.in. Paul Snider.
- Rahad Jackson (Alfred Molina) – ekscentryczny diler narkotyków, spędzający czas na słuchaniu skompilowanych przez siebie na taśmach audio składanek i paleniu kokainy. Mieszka w bogatej dzielnicy miasta i według słów Todda nabywa narkotyki od każdego. Po próbie sprzedania mu proszku do pieczenia jako kokainy przez Redda, Dirka i Todda wywiązuje się strzelanina, w której ginie ten ostatni. Postać wzorowana jest na prawdziwym gangsterze Eddiem Nashu.
- Maurice T.T. Rodriguez (Luis Guzmán) – portorykański właściciel klubu nocnego, w którym pracuje na początku Eddie Adams, i w którym spotykają się znajomi z branży. Bezskutecznie próbuje przekonać innych do obsadzenia siebie w roli latynoskiego kochanka w jednym z filmów Hornera.
- Kurt Longjohn (Ricky Jay) – stoicki kamerzysta współpracujący z Jackiem Hornerem.

## Produkcja
Boogie Nights opiera się na mockumentalnym filmie krótkometrażowym The Dirk Diggler Story (1988), do którego Anderson napisał scenariusz i wyreżyserował, gdy był jeszcze w liceum. Ten film powstał na podstawie filmu dokumentalnego Exhausted: John C. Holmes, The Real Story (1981) o życiu legendarnego aktora porno Johna Holmesa.
Anderson początkowo chciał, aby rolę Eddiego grał Leonardo DiCaprio, po tym, jak zobaczył go w biograficznym dramacie kryminalnym Przetrwać w Nowym Jorku. DiCaprio spodobał się scenariusz, ale musiał go odrzucić, ponieważ podpisał kontrakt na udział w Titanicu. Rolę zaproponowano Joaquinowi Phoenixowi, ale odrzucił ją z powodu obaw związanych z graniem gwiazdy porno. Phoenix później współpracował z Andersonem przy Mistrzu i Wadzie ukrytej. Mark Wahlberg nie chciał czytać scenariusza ze względu na porażkę filmu Showgirls, który miał podobne tło showbiznesu, zanim nie poznał reżysera. Bill Murray, Harvey Keitel, Warren Beatty, Albert Brooks i Sydney Pollack odmówili zagrania roli Jacka Hornera, która trafiła do Burta Reynoldsa. Samuel L. Jackson odrzucił rolę Bucka Swope’a, którą zagrał Don Cheadle.

## Nagrody i nominacje
| Nagroda                                         | Kategoria                                   | Nominowany | Rezultat  |
| ----------------------------------------------- | ------------------------------------------- | --- | --------- |
| Nagroda Akademii Filmowej                       | Najlepszy aktor drugoplanowy                | Burt Reynolds | Nominacja |
| Nagroda Akademii Filmowej                       | Najlepsza aktorka drugoplanowa              | Julianne Moore | Nominacja |
| Nagroda Akademii Filmowej                       | Najlepszy scenariusz oryginalny             | Paul Thomas Anderson | Nominacja |
| Złoty Glob                                      | Najlepszy aktor drugoplanowy                | Burt Reynolds | Wygrana   |
| Złoty Glob                                      | Najlepsza aktorka drugoplanowa              | Julianne Moore | Nominacja |
| Nagroda BAFTA                                   | Najlepszy aktor drugoplanowy                | Burt Reynolds | Nominacja |
| Nagroda BAFTA                                   | Najlepszy scenariusz oryginalny             | Paul Thomas Anderson | Nominacja |
| Europejska Nagroda Filmowa                      | Międzynarodowa Nagroda Ekranowa             | Paul Thomas Anderson | Nominacja |
| MTV Movie Awards 1998                           | Najlepsza rola przełomowa                   | Heather Graham | Wygrana   |
| MTV Movie Awards 1998                           | Najlepsza sekwencja taneczna                | Mark Wahlberg – „Machine Gun” | Nominacja |
| Nagroda Satelita                                | Najlepszy film dramatyczny                  | | Nominacja |
| Nagroda Satelita                                | Najlepszy reżyser                           | Paul Thomas Anderson | Nominacja |
| Nagroda Satelita                                | Najlepszy aktor w filmie dramatycznym       | Mark Wahlberg | Nominacja |
| Nagroda Satelita                                | Najlepszy aktor drugoplanowy                | Burt Reynolds | Wygrana   |
| Nagroda Satelita                                | Najlepsza aktorka drugoplanowa              | Julianne Moore | Wygrana   |
| Nagroda Satelita                                | Najlepszy scenariusz oryginalny             | Paul Thomas Anderson | Nominacja |
| Nagroda Satelita                                | Najlepszy montaż                            | Dylan Tichenor | Nominacja |
| Nagroda Satelita                                | Wybitna kreacja obsady                      | Don Cheadle, Heather Graham, Luis Guzmán, Philip Baker Hall, Philip Seymour Hoffman, Thomas Jane, Ricky Jay, William H. Macy, Alfred Molina, Julianne Moore, Nicole Ari Parker, John C. Reilly, Burt Reynolds, Robert Ridgely, Mark Wahlberg i Melora Walters | Wygrana   |
| Nagroda Gildii Aktorów Ekranowych               | Wybitna kreacja obsady                      | Wybitna kreacja obsady | Nominacja |
| Nagroda Gildii Aktorów Ekranowych               | Wybitny występ aktora w roli drugoplanowej  | Burt Reynolds | Nominacja |
| Nagroda Gildii Aktorów Ekranowych               | Wybitny występ aktorki w roli drugoplanowej | Julianne Moore | Nominacja |
| Międzynarodowy Festiwal Filmowy w Toronto       | Nagroda Mediów Metro                        | Paul Thomas Anderson | Wygrana   |
| Bostońskie Stowarzyszenie Krytyków Filmowych    | Najlepszy nowy twórca filmowy               | Paul Thomas Anderson | Wygrana   |
| Bostońskie Stowarzyszenie Krytyków Filmowych    | Najlepszy aktor drugoplanowy                | Burt Reynolds | Nominacja |
| Amerykańskie Stowarzyszenie Krytyków Filmowych  | Najlepsza aktorka drugoplanowa              | Julianne Moore | Wygrana   |
| Amerykańskie Stowarzyszenie Krytyków Filmowych  | Najlepszy aktor drugoplanowy                | Burt Reynolds | Wygrana   |
| Stowarzyszenie Krytyków Filmowych z Los Angeles | Najlepszy aktor drugoplanowy                | Burt Reynolds | Wygrana   |
| Stowarzyszenie Krytyków Filmowych z Los Angeles | Najlepsza aktorka drugoplanowa              | Julianne Moore | Wygrana   |
| Stowarzyszenie Krytyków Filmowych z Los Angeles | Nagroda Nowego Pokolenia                    | Paul Thomas Anderson | Wygrana   |
| Stowarzyszenie Nowojorskich Krytyków Filmowych  | Najlepszy aktor drugoplanowy                | Burt Reynolds | Wygrana   |